# Freddy Breck
Freddy Breck, artiestennaam van Gerhard Breker, (Sonneberg (Thüringen), 21 januari 1942 - Rottach-Egern (Beieren), 17 december 2008) was een Duits zanger, componist en producent. Hij was vooral bekend door zijn schlagerliedjes uit de jaren 70.

## Levensloop
Breck studeerde machinebouw. Na het einde van zijn studies werd hij ontdekt als zanger. In 1972 had hij zijn eerste hit met Überall auf der Welt, waarvan de melodie gebaseerd was op een lied van het slavenkoor uit Nabucco van Giuseppe Verdi. Het bezorgde Freddy Breck meteen zijn eerste gouden plaat. Daarna zouden nog meer hits volgen die gebaseerd waren op bekende klassieke melodieën.
In april 1974 bereikte hij met een Engelstalige single een notering in de Britse hitparade. So in love with you behaalde er de 44ste plaats.
Vanaf de jaren 80 begon hij zich meer toe te leggen op het componeren van liedjes voor andere zangers. In die periode trad hij in het gezelschap van Dennie Christian, Mieke en later ook Micha Marah tevens op in Vlaanderen en Nederland en zong daarbij in het Nederlands. Vanaf 1990 legde hij zich weer meer toe op het (solo) zingen, maar hij zou zijn eerdere succes nooit meer evenaren.
In 1998 richtte hij samen met zijn vrouw Astrid de platenfirma Sun Day Records op en zong hij met haar als het duo Astrid & Freddy Breck.
Eind 2008 overleed Freddy Breck omringd door zijn familie op 66-jarige leeftijd in zijn huis aan de Beierse Tegernsee aan longkanker.

## Discografie

### Singles
| Single met eventuele hitnotering(en) in de Nederlandse Top 40 | Datum van verschijnen | Datum van binnenkomst | Hoogste positie | Aantal weken | Opmerkingen                                                                |
| ------------------------------------------------------------- | --------------------- | --------------------- | --------------- | ------------ | -------------------------------------------------------------------------- |
| Überall auf der Welt                                          |                       | 21-10-1972            | 7               | 20           | #10 in de Daverende 30                                                     |
| Bianca                                                        |                       | 3-2-1973              | 3               | 13           | #3 in de Daverende 30                                                      |
| Rote Rosen                                                    |                       | 21-7-1973             | 1 (4)           | 14           | #1 in de Daverende 30                                                      |
| Halli-Hallo                                                   |                       | 2-2-1974              | 13              | 6            | #15 in de Daverende 30                                                     |
| Die Sonne geht auf                                            |                       | 20-7-1974             | 13              | 8            | #8 in de Nederlandse Nationale Hitparade                                   |
| Mit einem bunten Blumenstrauss                                |                       | 22-2-1975             | 24              | 6            | #22 in de Nationale Hitparade                                              |
| Der große Zampano                                             |                       | 21-6-1975             | 19              | 6            | #28in de Nationale Hitparade                                               |
| Das ist wahre Liebe                                           | 1976                  | -                     | -               | -            |                                                                            |
| Mach was Schönes aus diesem Tag                               | 1978                  | -                     | -               | -            |                                                                            |
| Frauen und Wein                                               | 1981                  | -                     | -               | -            |                                                                            |
| Annemarie                                                     | 1984                  | -                     | -               | -            | Dennie Christian & Freddy Breck                                            |
| Vakantie                                                      | 1985                  | -                     | -               | -            | Dennie Christian, Mieke & Freddy Breck/#31 in de Nationale Hitparade       |
| Wie gaat er mee                                               | 1987                  | -                     | -               | -            | Dennie Christian, Micha Marah, Freddy Breck & Mieke                        |
| Meisje vaar je mee                                            | 1987                  | -                     | -               | -            | #77 in de Nationale Hitparade                                              |
| Samen dansen                                                  | 1989                  | -                     | -               | -            | Dennie Christian, Micha Marah & Freddy Breck/#77 in de Nationale Hitparade |
| Herz Ass ist Trumpf                                           | 1991                  | -                     | -               | -            |                                                                            |

### Albums
- 1973: Rote Rosen für dich
- 1974: Die Welt ist voll Musik
- 1975: Mit einem bunten Blumenstrauß
- 1977: Die Sterne steh'n gut
- 1977: Mach was Schönes aus diesem Tag
- 1978: Sommerliebe
- 1978: Years of love
- 1981: Melodien zum Verlieben
- 1982: Meine Lieder, meine Träume
- 1985: Deutschlands schönste Volkslieder
- 1985: Dennie Christian, Mieke & Freddy Breck (door Dennie Christian, Mieke & Freddy Breck)
- 1987: Vrolijk Kerstfeest (door Dennie Christian, Micha Marah, Mieke & Freddy Breck)
- 1991: Für Dich
- 1992: Mein leises Du
- 1995: So wie ich bin
- 1997: Ich liebe Dich
- 2004: Wir zwei
- 2004: Weihnachten mit Freddy Breck

## Hits in Duitsland
- 1972: Überall auf der Welt
- 1973: Bianca
- 1973: Rote Rosen
- 1974: Halli, hallo
- 1974: So in Love With You
- 1974: Die Sonne geht auf
- 1975: Mit einem bunten Blumenstrauß
- 1975: Der große Zampano
- 1976: Das ist die wahre Liebe
- 1976: Der weiße Flieder
- 1977: Die Sterne steh'n gut